# Писаревский, Александр Моисеевич
Писаревский Александр Моисеевич (20 апреля 1941 года, Ленинград — 8 июня 2011 Санкт-Петербург) — российский учёный, специалист в области физической химии и электрохимии, электрохимической кинетики, редоксметрии, профессор, доктор химических наук, яркий представитель научной школы Б. П. Никольского — М. М. Шульца в области теории и практики редоксметрии, в частности, со стеклянным электродом (СЭ).
Научные интересы: электрохимия стекла, электрохимическая кинетика, редоксметрия (синоним: оксредметрия) и ионометрия (рН-метрия). Электрохимия границы раздела стекло/раствор электролитов: электронный перенос в объёме стёкол, содержащих оксиды элементов переменной валентности, электронообменные реакции на границе раздела стекло /раствор (особенности по сравнению с границей металл/раствор).
Развитие методов и средств редоксметрии.
А. М. Писаревский был первым, кто сделал оксредметрический стеклянный электрод (ОРСЭ) — совершенно новый тип стеклянного электрода (СЭ), изготовив его из стекла с преимущественно электронной проводимостью, которое тоже было разработано и синтезировано при его прямом участии. ОРСЭ используется в качестве индифферентного (электрода нулевого рода) вместо электродов из благородных металлов [1,2].

## Биография
Александр Писаревский родился 20 апреля 1941 года в Ленинграде, за два месяца до начала войны. Его отец — Моисей Исаакович Писаревский (15. 03.1909 г. — 9. 10.1998) окончил механический факультет Политехнического института г. Ленинграда, инженер-инструментальщик, работал до войны на Сестрорецком инструментальном заводе им. Воскова (II), затем в блокаду на Сталепрокатном заводе, затем в эвакуации на Горьковском металлургическом заводе (III). За работу по конструированию и выпуску ножниц нового типа для разрезания заграждений из колючей проволоки был награждён медалью «За доблестный труд в Великой Отечественной войне 1941—1945 г.г.», а также получил большую хорошую комнату в заводском доме, куда перевёз из Балахны жену с двухлетним сыном. После войны М. И. Писаревский больше тридцати лет проработал во ВНИТИ (Всесоюзный научно-исследовательский технологический институт). Он занимал должности старшего инженера, научного сотрудника, начальника сектора и начальника лаборатории. Без отрыва от производства в 1954 году М. И. Писаревский защитил диссертацию в Ленинградском Политехническом институте и получил диплом кандидата технических наук. Также за время работы в институте за период с 1950 года по 1986 год он опубликовал пять книг по своей инженерной специальности и получил пять авторских свидетельств на изобретения.
Жена Моисея Исааковича Марианна Самойловна (в девичестве Шриро) (7 .11.1909 — 27 .03.1997). Окончив школу второй ступени, она очень рано начала работать. В 17 лет поступила на завод «Большевик» в Ленинграде, где сначала работала слесарем-лекальщиком, а затем мастером ОТК. В 1939 году, не прерывая работу, Марианна Самойловна поступила в заочный институт металлопромышленности (ЗИМП). После четвёртого курса она решила изменить специальность, в 1945 году поступила, а в 1949 году окончила Ленинградский медицинский институт (IIIa), получив диплом врача-стоматолога. Долгое время работала зубным врачом на «Светлане» (IV).
В общей сложности Моисей Исаакович и Марианна Самойловна Писаревские прожили вместе в мире и согласии — 58 лет. В браке было двое детей — Александр и Ольга (1950 г. р.).
Александр пережил трудное военное детство. В начале июля 1941 года началась массовая эвакуация женщин с детьми из Ленинграда, связанная со стремительным приближением немцев к городу и отступлением наших войск. Мать с двухмесячным Сашей эвакуированы сначала в Ярославскую область, затем в Балахну Горьковской области к родственникам.
Чтобы дать сыну дополнительное питание, Марианна Самойловна стала донором и за время пребывания в Балахне 14 раз сдавала кровь для раненых бойцов. При каждой сдаче крови ей полагалась буханка хлеба, которую она меняла на молоко для сына. В Балахне прожили до середины 1943 года. Потом они перебрались в город Горький, где к этому времени отец Саши уже работал на Металлургическом заводе и имел хорошую комнату в заводском доме. Так, в условиях военного времени произошло воссоединение семьи.
В конце 1945 года семья вернулась домой в Ленинград на старую квартиру по ул. Бармалеевой, 1.
В среднюю школу, бывший лицей, на Кировском (теперь Каменноостровском) пр. он поступил в 1948 году. В школе в старших классах Саша увлёкся химией, и это его увлечение осталось на всю жизнь. В 1958 году он окончил среднюю школу с золотой медалью и поступил на химический факультет Ленинградского государственного Университета (ЛГУ). Также всю жизнь, начиная со школьных лет, Александр увлекался чтением исторической и мемуарной литературы и игрой в шахматы.

## Научная деятельность

### Открытие электронной функции у стеклянных электродов
В 1960 году студент 2 курса Александр Писаревский пришёл на кафедру физической химии, которую в то время возглавлял профессор Б. П. Никольский, и делал свою первую исследовательскую работу (курсовую) в лаборатории электрохимии стекла под руководством аспиранта А. А. Белюстина . Сашу Писаревского с самых первых шагов в научных исследованиях отличал интерес ко всем направлениям работы лаборатории, которая в то время жила напряжённой жизнью, выполняя правительственное задание на разработку средств рН-метрии [2, с. 112—134], фактически по созданию в стране новой отрасли промышленности — рН-метрии. В круге тем, работа по которым шла в лаборатории, студенту Писаревскому было поручено исследование электродного поведения натриевосиликатных стёкол, содержащих оксиды железа. И, изучая эту систему, пятикурсник сделал важное открытие.
В ночь на 4 апреля 1963 г. дипломник Саша Писаревский сам придумал, поставил и провёл эксперимент, подтвердивший смутные подозрения, возникшие у руководителя, тогда ассистента А. А. Белюстина, что стеклянные электроды из стекла с большой концентрацией оксида железа имеют электронную проводимость и отвечают своим потенциалом на активность электронов в растворе. Так был изобретён редоксметрический стеклянный электрод (РСЭ), с которым связано большинство глав всей последующей научной деятельности самого А. М. Писаревского и лаборатории электрохимии стекла. Защита дипломной работы состоялась в июне 1963 года. А в 1964 году по её результатам появились статьи [3, 4] в журнале Доклады АН СССР и Журнале физической химии.

### Поиск систем стёкол с электронной проводимостью и изучение их свойств
Дипломная работа была защищена с блеском. Однако, места для талантливого выпускника в аспирантуре не оказалось. Александр был направлен по распределению на работу в ЦЗЛ Ижорского завода (VI), где проработал до декабря 1963 г. Его университетский научный руководитель не ослаблял усилий для возвращения его на кафедру, и в феврале 1964 г. А. Писаревского принимают на должность младшего научного сотрудника НИИ химии ЛГУ (VII).
В 1965 г. он поступает в аспирантуру на кафедре физической химии и работает над диссертацией, изучая открытое им явление — электронную функцию стеклянных электродов. В 1969 диссертация на соискание учёной степени кандидата химических наук на тему «Изучение возможности получения и свойств стеклянных электродов с электронной функцией» была успешно защищена [5].
С 1968 по 1989 год А. М. Писаревский работает на химическом факультете и в НИИ Химии Университета в должностях сначала младшего (4 года), потом старшего научного сотрудника.
Экспериментальное изучение железосодержащих стёкол, начатое в лаборатории под руководством проф. А. А. Белюстина, было успешно продолжено, расширено и углублено А. М. Писаревским с руководимой им группой.
Вся научная деятельность Александра Моисеевича прошла в лаборатории электрохимии стекла и так или иначе, была связана с изучением электронопроводящих оксидных стёкол, которые явились основой для создания оксредметрических стеклянных электродов. Исследования А. М. Писаревского и его сотрудников показали, что переход стёкол (стекловидных материалов) от ионного характера проводимости к электронному сопровождается в электродных свойствах потерей ионных функций в соответствии с уравнением Б. П. Никольского, но появлением чувствительности к изменению редокс-потенциала (EH) растворов [3,4]. Под руководством А. М. Писаревского в дальнейшем были разработаны составы стёкол, электроды из которых имели полную электронную функцию (подчинение уравнению Нернста) в широком диапазоне EH, pH и редокс-буферности растворов обратимых систем [6,7]. Из термодинамических соображений это был ожидаемый результат, так как электронная проводимость в стекле и электронный обмен на границе стекло — раствор в сочетании с известной химической устойчивостью стёкол должны приводить к новому типу индикаторных (индифферентных) электродов, конкурентных электродам из благородных металлов (платине, золоту, иридию и др.). Впоследствии многие вопросы потребовали систематического изучения и тщательно изучались: соотношение уровня электронной проводимости с величинами токов обмена и границами индифферентности РСЭ, каталитические свойства электронопроводящих стёкол и т. д. [8].
Большая заслуга А. М. Писаревского состоит в том, что он при поддержке руководителя лаборатории академика М. М. Шульца сумел придать новому для лаборатории, и в значительной степени в мире, направлению исследований большую широту.
Вскоре после защиты кандидатской диссертации в 1969 г. [5] у него появились и собственные аспиранты. Он стал соруководителем (с М. М. Шульцем) и руководителем пяти защищённых кандидатских диссертаций (С.Е Волков, Ю. А. Чудинова, Ю. И. Николаев, А. В. Андреенко, Г. В. Дугин), соавтором статей аспирантов (Г. С. Исаева, А. А. Киприанов) других руководителей. Группа, в которую входили аспиранты, студенты, сотрудники лаборатории под руководством Александра Моисеевича проводила исследования по трём основным направлениям:
- ионная и электронная проводимость оксидных стёкол, зависимость электрических и электродных свойств от степени однородности стекла, его тепловой истории, соотношение концентрации разновалентных ионов; получены титаносиликатные стёкла, отработана методика их синтеза с разным соотношением Ti(IV)/Ti(III), которые существенным образом превосходили железосодержащие стёкла по химической устойчивости в широком диапазоне рН [9, ссылки 5 и 7]
- кинетика электродных процессов, токи обмена, ёмкость, состояние поверхности, адсорбция; теоретический анализ проблемы селективности редокс-измерений и роли материала индикаторного электрода: [9, ссылки 8-11: статьи в журналах Электрохимия и ДАН СССР]
- наряду с теоретическими изысканиями, большое внимание уделялось Писаревским и его группой тому, что можно назвать «прикладная оксредметрия» [10-15]. Были разработаны новые потенциометрические методики определения в сточных и природных водах суммарной концентрации восстановителей (ХПК — химическая потребность кислорода — важная характеристика природных и сточных вод; фактически это суммарная концентрация органических и неорганических восстановителей, поглощающих кислород, [1, 2 см. 9.3.3.4И ] и окислителей (активный хлор, озон, растворённый кислород в малых концентрациях — по модифицированной методике Винклера, глюкоза, Н2О2, [1, 2 см. 9.3.3.5К ], и соответствующее конструктивное оформление.

Впервые практические задачи решались в связи с потенциометрическим контролем процессов в анилино-красочной промышленности, гидрометаллургических и микробиологических производствах. На Гомельском ЗИП (VIII) было освоено производство стеклянных электродов ЭО-01 и ЭО-021 и набора редоксметрических электродов в соответствии с развитием положения о том, что в редоксметрии не может быть универсального индикаторного электрода [7,10]. Позднее для этого направления важное значение имело создание потенциометрических анализаторов химического потребления кислорода, активного хлора, молекулярного кислорода, а также работа над книгой «Окислительный потенциал. Теория и практика» [1].
Некоторые свойства РСЭ проявились сразу же, другие стали результатом кропотливых исследований как свойств самих стёкол для РСЭ, так и процессов на границе стекло/растворы. А. М. Писаревским с сотрудниками были разработаны РСЭ не только на основе железосиликатных, но и титаносиликатных стёкол, устойчивых в агрессивных средах. При этом были изучены как потенциометрические, так и электрохимические кинетические характеристики РСЭ. Оба типа РСЭ оказались широко востребованными аналитическими лабораториями, химической промышленностью и другими областями науки и практики. (Разработка практических рецептур электродных стёкол для ЭО-01 была закончена в НИИ Химии ЛГУ в 1970 г., а для электродов ЭО-021- в 1974 г. Эти разработки защищены патентами СССР, США, ФРГ [1, ссылки 206, 207]. Именно за эти разработки А. М. Писаревский и его сотрудники отмечены Золотой медалью на ВДНХ СССР в 1974 г. Серебряная медаль получена на Выставке в 1979 году за создание инструментальной оксредметрической методики определения активного хлора.

### Сформулирована концепция редокс селективности впервые в мировой литературе на количественном уровне.
Вопрос о выборе материала индикаторного электрода в редокс-измерениях многие годы привлекал внимание учёных (в частности академиков Б. П. Никольского, А. Н. Фрумкина) как составная часть теории потенциометрических измерений и как важнейший элемент в решении практических задач. Исследования в этом направлении, проводимые в течение нескольких лет и с разными подходами, всё-таки оставили открытым основной вопрос: нужны ли новые индикаторные электроды в редокс-измерениях, в каких областях они могут составить конкуренцию традиционным платиновым (если исключить некоторые особые случаи) и каким требованиям они должны удовлетворять. В ходе обширного экспериментального и глубокого теоретического рассмотрения, осуществлённого под руководством А. М. Писаревского, им были сформулированы важные положения, отвечающие на этот вопрос:
- Основная черта большинства редокс-измерений — отсутствие окислительно-восстановительного равновесия в изучаемых средах. В этих условиях можно говорить о возможности реализации частных равновесий на электродах по отношению к компонентам, принадлежащим к тем или иным конкурирующим редокс-системам. Для количественной характеристики индикаторных электродов, как и в ионометрии, следует использовать понятие «селективность» и опираться на количественные данные по коэффициентам селективности для решения конкретных задач [1,8,16].

Понятие «селективность индикаторного электрода к данной окислительно-восстановительной (ОВ) системе» введено А. М. Писаревским в 1988 году [16] впервые в мировой литературе на количественном уровне.

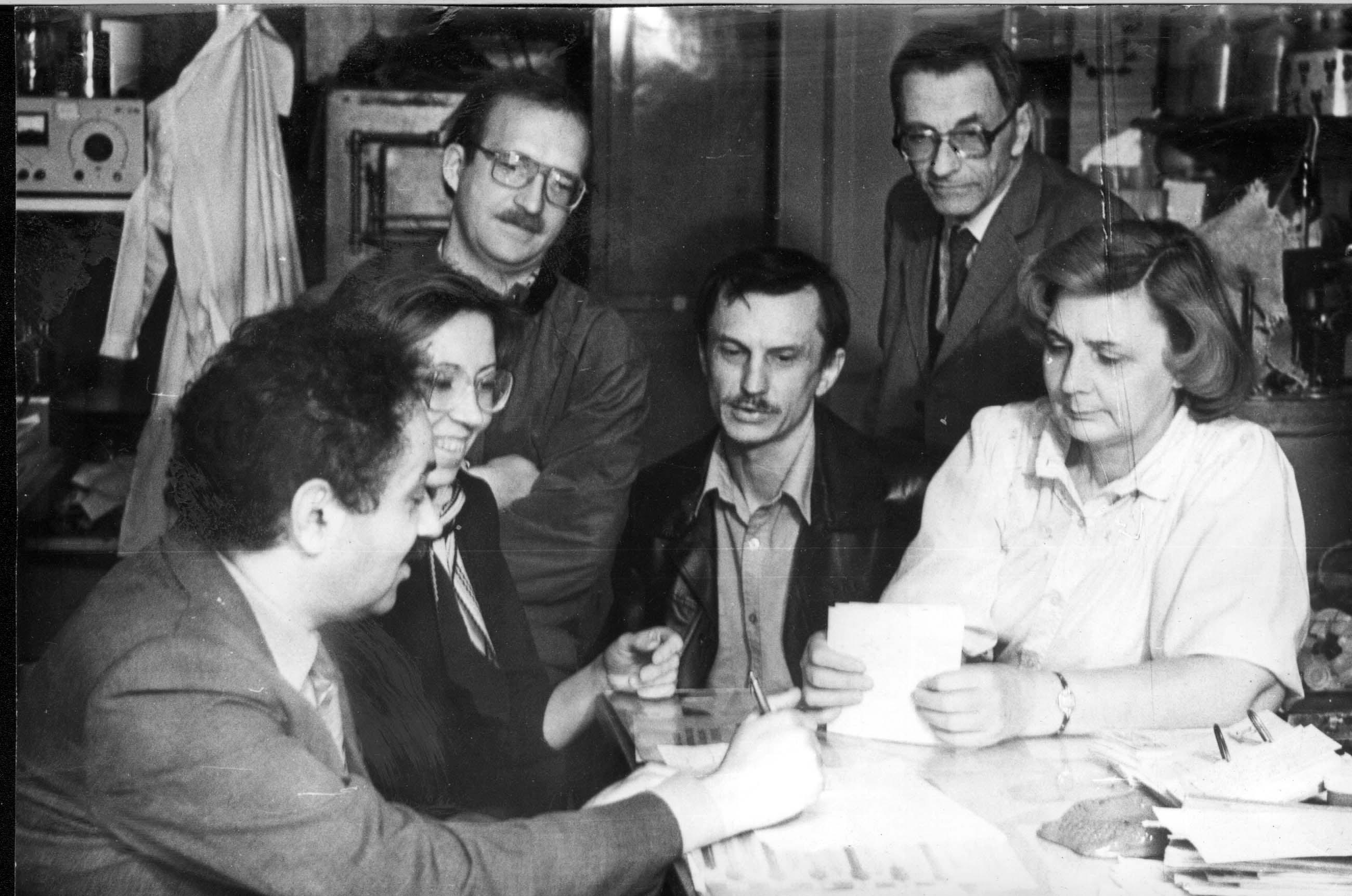
А. М. Писаревский (слева-направо) с аспирантами и сотрудниками: Т. Д. Шигаева, А. В. Андреенко, Ю. И. Николаев, Г. П. Лепнёв, И. П. Полозова.

Термин «селективность» в конечном итоге предполагает, что электрод способен реализовать частное равновесие с системой i , несмотря на присутствие конкурирующей системы j.
- · В редокс-измерениях не может быть универсального электрода. Для решения практических задач необходимо иметь набор редоксметрических индикаторных электродов с разной селективностью к окислительно-восстановительным системам, то есть максимально различающихся по скорости электродных процессов в растворах редокс-систем и по каталитической активности [1, 8]. Создание анализаторов активного хлора и ХПК [10, 14] убедительно иллюстрируют практическую значимость следствий из теоретического рассмотрения основ селективности редокс-измерений.

В 1988 г. А. М. Писаревский представил в форме научного доклада (автореферата) диссертацию на соискание учёной степени доктора химических наук «Электродные свойства оксидных электронопроводящих стёкол и селективность измерений в оксредметрии» и успешно защитил диссертацию.
К этой защите он пришёл, имея в активе:
- 60 печатных работ, включая монографию (М. М. Шульц, А. М. Писаревский, И. П. Полозова «Окислительный потенциал. Теория и практика». Л. Химия. 1984);
- 2 типа РСЭ, выпускаемых промышленностью;
- устройство для определения химического потребления кислорода (ХПК; сумма восстановителей);
- принцип и устройство для потенциометрического определения остаточного активного хлора (сумма окислителей);
- 8 авторских свидетельств СССР и 2 патента, зарегистрированных в США, Великобритании, Японии и др. странах.

В 1990 г. А. М. Писаревский, И. П. Полозова и Ю. И. Николаев получили Первую Университетскую премию «За научные труды» (по редоксметрии).
А. М. Писаревский не замыкался в рамках оксредметрии; он был эрудированным специалистом в различных областях химии и физической химии, особенно электрохимии. Он опубликовал множество пионерских статей в авторитетных журналах, таких как «Электрохимия», ЖПХ и др. Он принял деятельное участие в проведённых ЛЭС разработках двух типов обратимых твёрдых контактов к стеклянной мембране; стеклянных электродов, выдерживающих паро-жидкостную стерилизацию при температурах до 145 0С в микробиологических производствах; стёкол для СЭ с натриевой функцией. Созданное в его группе устройство для определения ХПК включает лучшие разработки ЛЭС: и РСЭ, и рН-метрический СЭ с твёрдым контактом. В 1992 г. международный журнал «Sensors & Actuators» предпринял публикацию статей, посвящённых достижениям российской науки в области сенсоров. Статья в соавторстве с А. М. Писаревским «Glass electrodes: a new generation» описывает эти достижения ЛЭС [17].

### Профессор Писаревский — руководитель лаборатории электрохимии стекла
В 1991 году после защиты диссертации на соискание учёной степени доктора химических наук — А. М. Писаревскому присвоено учёное звание профессора по специальности «Физическая химия».
С 1988 по 1994 год А. М. Писаревский работал в должности ведущего научного сотрудника.
С 1994 по 2011 г. в должности профессора, как избираемый по конкурсу Учёным Советом Университета.
Александр Моисеевич Писаревский читал студентам химического и геологического факультетов, специалистам- и магистрам-химикам курсы лекций по физической химии, по потенциометрическому анализу, по теоретическим и прикладным вопросам оксредметрии, по теории гомогенных и гетерогенных электронообменных процессов.

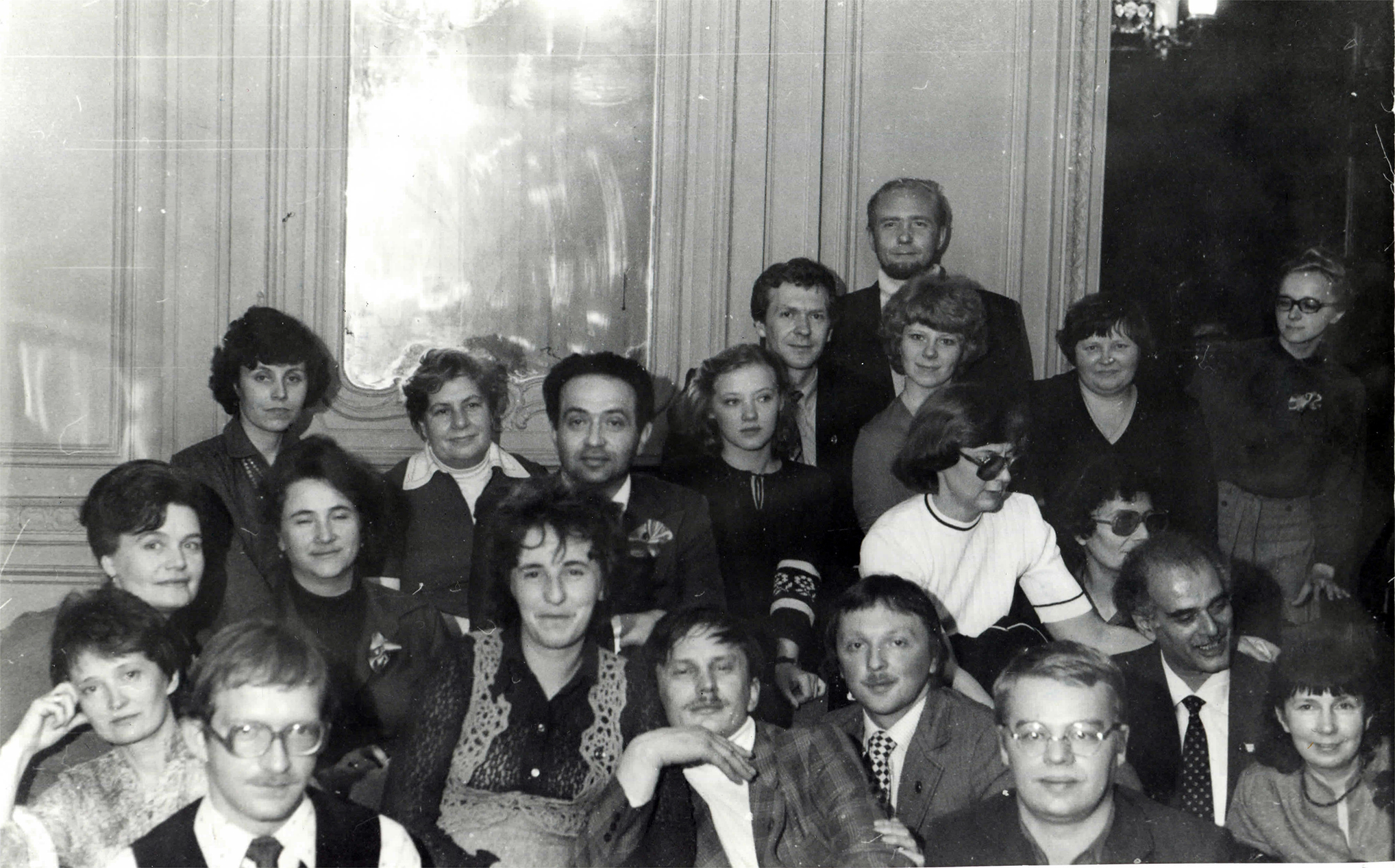
А. М. Писаревский (2ой ряд в центре) в группе своих дипломников, аспирантов и коллег, 1982 год-25 лет ЛЭС.

Под его руководством выполнено 6 кандидатских диссертаций, десятки дипломных работ. Такие его ученики к. х. н. В. А. Кудрявцева (Центр экологической безопасности РАН) (IX), д.х.н. проф. В. В. Кондратьев (заведующий кафедрой электрохимии СПбГУ), к.х.н. Ю. М. Артемьев (кафедра Физической химии СПбГУ), Л. А. Хорсеева (ООО «Экросхим» (X), д. х. н. проф. В. Г. Конаков (кафедра физхимии СПбГУ), а также множество других достойно представляют своего учителя в науке и на производстве. Как научный руководитель дипломников, аспирантов, магистрантов он уделял им очень много времени, вместе с ними планировал и ставил эксперименты, помогал представлять результаты к печати.
С 1993 года профессор А. М. Писаревский по единогласной просьбе сотрудников принял на себя руководство лабораторией электрохимии стекла кафедры физической химии, сменив на этом посту академика М. М. Шульца. Он, согласившись, взвалил на себя огромную и труднейшую работу, ибо всегда по складу своего характера и по обязанности формального или неформального лидера заботился о положении всех сотрудников, старался изменить его в лучшую сторону, добиться справедливости и вознаграждения за успехи. Это стремление к правильному обустройству окружающего мира дорого стоило Александру Моисеевичу. Ему на новом посту пришлось решать очень сложные задачи.
Дело в том, что в сложившихся к 1990 г. условиях лаборатория оказалась в трудном положении, так как половина сотрудников входила в хоздоговорный штат, а число хозяйственных договоров с промышленными предприятиями и институтами, работавшими на оборону, существенно сократилось. Ставя перед собой цель сохранить коллектив лаборатории, сотрудники под руководством своего руководителя решили создать научно-производственный кооператив «Потенциал». Однако, по ряду причин эта попытка не оказалась успешной. Лаборатория понесла большие кадровые потери, главной из которых явилась нарушение естественной связи поколений.
Руководя лабораторией с 1993 года до своей преждевременной кончины в 2011 году, профессор Писаревский прилагал огромные усилия, пользуясь при этом полным доверием и поддержкой коллектива, для того, чтобы научно-исследовательская работа лаборатории продолжала идти в основных направлениях, являющихся базовыми направлениями научной школы академиков Б. П. Никольского — М. М. Шульца, а именно, развитием теории функционирования и механизма действия стеклянных электродов, термодинамических, кинетических и структурных аспектов электродной селективности ионо- и электронопроводящих стеклянных мембран; а также расширением прикладных областей рН-метрии, ионометрии и оксредметрии и постановкой электрохимических исследований СЭ из стёкол с электронной проводимостью параллельно с разработкой прикладных редоксметрических устройств для измерения редокс потенциала.
Сотрудники лаборатории, в основном, группа Писаревского, выполнили несколько проектов, финансируемых по программам «Университеты России. Университеты как центры фундаментальных исследований». В 1995—1997 г.г. фактически под руководством профессора Писаревского (хотя формально вторым руководителем проекта был академик М. М. Шульц) выполнялся проект «Ионо- и электронопроводящие оксидные стекла. Модификация их поверхности для новых селективных электродов». В результате исследований были выработаны представления о селективности редоксметрических измерений, определяемой выбором материала электрода с позиций теории электронообменных реакций, электрохимической кинетики, электрохимии полупроводников.
В 1998—2001 г.г. А. М. Писаревский руководил исследованиями лаборатории по проекту «Развитие теоретических основ редоксметрии и применение методов редоксметрии к объектам окружающей среды» [18 ].
А. М. Писаревский как руководитель лаборатории всячески содействовал расширению международных научных контактов: сотрудники ЛЭС работали в Германии, Венгрии, Израиле, Китае; участвовали в международных конференциях за рубежом с пропагандой собственных достижений, их статьи печатались в представительных иностранных журналах.
В университете г. Ричмонда (США, штат Вирджиния) в студенческом практикуме Александр Моисеевич внедрил свой метод определения ХПК и опубликовал его (совместно с И. П. Полозовой и почётным профессором химфака СПбГУ Фредом Хокриджем (Frederik M. Hawkridge) [19]. Эта работа финансировалась по Гранту Национального научного фонда США в области образования (1994—1996).
Исследования по применению редоксметрических и ионометрических СЭ в медицине [20] велись также по договорам с фирмами Германии и Израиля.
В течение нескольких лет с 1987 г. под руководством профессора Писаревского осуществлялись инициированные им исследования в рамках программы «Cooperative Program in the Geochemistry of Marine Sediments» (GEMS) [21], совместной с Тихоокеанским океанологическим институтом РАН (XI), университетами США и Канады. А. М. Писаревский и ряд сотрудников лаборатории в рамках этой программы приняли участие в многомесячных экспедициях на научных кораблях в Тихом океане и в акватории Владивостока.
Реализация всех этих проектов способствовала и тому, чтобы поддержать сотрудников, живущих интересами лаборатории, привлекать способных студентов и аспирантов.
Исследования А. М. Писаревского всегда отличались высоким теоретическим уровнем и направленностью на решение крупных задач в области прикладной оксредметрии и ионометрии. Разработанные им и его группой электроды и измерительные устройства применяются во многих отраслях промышленности, в научных исследованиях в области химии, гидрохимии, океанологии и др., они имеют большое значение для решения проблем экологии.
Он автор более 110 печатных работ, включая монографию «Окислительный потенциал. Теория и практика» (1984 г.), написанную в соавторстве с М. М. Шульцем и И. П. Полозовой, 8 авторских свидетельств СССР, 4 патентов, зарегистрированных в ряде стран, патента РФ «Аналитический анализатор остаточного активного хлора», которым зафиксирован промышленный выпуск соответствующего прибора.

## Семья
В 1966 году Александр Моисеевич женился на сокурснице Светлане Александровне Прянишниковой, в 1967 году родилась дочь Вера. Светлана Александровна, кандидат физических наук проработала больше 35 лет в Физико-техническом институте имени А. Ф. Иоффе. Талантливый исследователь и светлый человек Светлана Александровна Писаревская преждевременно ушла из жизни 19 августа 1999 года.
Дочь Вера Александровна Писаревская окончила факультет электронной техники ЛЭТИ им. Ульянова (Ленина) и Санкт-Петербургский Институт богословия и философии. Живёт и работает в Санкт-Петербурге.
Ольга — младшая сестра Александра Моисеевича (1950 г. р.), о которой он нежно заботился с раннего с детства, а в юности направлял её в выборе профессии. Ольга тоже окончила химический факультет Санкт-Петербургского университета. Ольга Моисеевна Качурина — кандидат химических наук, имеет 4 российских и 5 американских патентов, успешно работает химиком вместе с мужем в США.

## Основные научные работы
1. М. М. Шульц, А. М. Писаревский, И. П. Полозова Окислительный потенциал. Теория и практика. Ленинград. Издательство «Химия», 1984.-160 с., ил. http://mirknig.su/knigi/estesstv_nauki/64559-okislitelnyy-potencial-teoriya-i-praktika.html Архивная копия от 27 марта 2018 на Wayback Machine
2. А. А. Белюстин. Потенциометрия: физико-химические основы и применения: Учебное пособие.¬¬ СПб.: Издательство «Лань», 2015.¬¬ 336с.: ил. 269—270 С. Глава 9. www.e.lanbook.com
3. А. А. Белюстин, А. М. Писаревский, М. М. Шульц, Б. П. Никольский. Стеклянный электрод, чувствительный к изменению окислительного потенциала раствора. Доклады АН СССР, 1964, т. 154. № 2. С. 404—406. https://elibrary.ru/author_items.asp?authorid=44703.
4. А. А. Белюстин, А. М. Писаревский. К вопросу о структурном состоянии железа в стекле. Результаты изучения электродных свойств натриевожелезосиликатных стёкол. Журнал физ. химии, 1964, т.38. № 12, с. 2913—2919
5. А. М. Писаревский Изучение возможности получения и свойств стеклянных электродов с электронной функцией. Автореферат диссертации на степень кандидата химических наук. ЛГУ, 1969 г., 23 с.
6. А. М. Писаревский, М. М. Шульц, Б. П. Никольский, А. А. Белюстин. Стеклянный электрод с электронной функцией. Докл. АН СССР. 1969. Т.187, № 2. С. 364—367 https://elibrary.ru/author_items.asp?authorid=44703.
7. М. М. Шульц, А. М. Писаревский, И. П. Полозова. Стеклянный электрод в оксредметрии. Электрохимия. 1977. Т.13. № 6. С. 938—943. https://elibrary.ru/author_items.asp?authorid=44703.
8. А. М. Писаревский И. П. Полозова Роль материала индикаторного электрода в редокс-измерениях. Вестник СПбГУ. Сер.4, 2000, вып.3, № 20
9. А. М. Писаревский, И. П. Полозова . Редокс-измерения в растворах с низкими значениями EH. Вестник Санкт-Петербургского университета. Серия 4. 2010, Вып.1, c. 100—108 https://elibrary.ru/contents.asp?issueid=872449
10. М. М. Шульц, А. М. Писаревский, И. П. Полозова и др. Использование редоксметрических измерений для контроля природных и технологических вод (активный хлор, ХПК) Учёные записки Тартуского гос. Университета. Вып. 743. 1986. С. 125—129.
11. Г. В. Дугин, А. М. Писаревский, И. П. Полозова. Химия и технология воды. 1985, т. 7, № 4, с. 51—53
12. Г. В. Дугин, А. М. Писаревский, И. П. Полозова. Журн. прикл. химии, 1986, , т. 59, № 1, с. 22—27 https://elibrary.ru/author_items.asp?authorid=44703.
13. А. М. Писаревский, Ю. А. Сериков, Т. Д. Шигаева и др. Журн. прикл. химии, 1986, т. 59, № 8, с.1737 — 1743 https://elibrary.ru/author_items.asp?authorid=44703.
14. Ю. И. Николаев, А. Н. Павлов, А. М. Писаревский и др. Автоматический анализатор остаточного активного хлора. Патент РФ, № 2094788. Бюлл. ГК РФ. 1997. № 30. С. 346
15. А. М. Писаревский, А. А. Белюстин, М. М. Шульц. Возможность редоксметрического контроля в процессах непрерывного культивирования микроорганизмов. Сб. статей. Красноярск, 1972. С. 252—261
16. А. М. Писаревский. Электродные свойства оксидных электронопроводящих стёкол и селективность измерений в оксредметрии. Автореферат диссертации на степень доктора химических наук. Ленинград, Лен. гос. университет, 1988. С.3.
17. A. A. Beliustin, A.M. Pisarevsky, G.P. Lepnev, e.a. Glass electrodes: a new generation. Sensors and Actuators B. 1992. V.10, p. 61-66 https://elibrary.ru/item.asp?id=31078729
18. А. М. Писаревский, К. Н. Михельсон, А. А. Белюстин, М. М. Шульц. Новые возможности потенциометрии в экологическом мониторинге. В Сб. «XV Менделеевский съезд», Минск, 1993, т. 3, с. 53 — 54
19. А. М. Писаревский, И. П. Полозова, Ф. Хокридж. Химическое потребление кислорода. Журн. прикл. химии. 2005. Т. 78. № 1. С. 102—107. https://elibrary.ru/contents.asp?issueid=422125
20. А. М. Писаревский, Г. Г. Прохоров, Ю. И. Николаев. Методика редоксметрии в клинических исследованиях. Журн. Вопросы медицинской химии, 1989, № 5, с. 2 — 6. http://www.tnimc.ru/obrazovanie/library/zhurnaly-ru/voprosy-meditsinskoy-khimii/ Архивная копия от 11 апреля 2018 на Wayback Machine
21. A. M. Pisarevskii, L.M. Gramm-Osipov, T.D. Shigaeva. Measurements of oxidation-reduction potential in sediments from the Northwest Pacific. GEMS. US, Department of the Interior and Geological Survey. 1994, p. 221—224